# Haliophasma austroafricanum
Haliophasma austroafricanum är en kräftdjursart som beskrevs av Brian Frederick Kensley 1982. Haliophasma austroafricanum ingår i släktet Haliophasma och familjen Anthuridae. Inga underarter finns listade i Catalogue of Life.